# Nudelman-Suranov NS-23
El Nudelman-Suranov NS-23 (Нудельман-Суранов НС-23, en ruso) era un cañón automático soviético calibre 23 mm para aviones diseñado por Aleksandr Nudelman, Aleksandr Suranov , G. Suranov, G. Zhirnykh, V. Zhirnykh, V. Nemenov, S. Nemenov, S. Lusin, y M. Lusin, después de la Segunda Guerra Mundial para sustituir a los primeros cañones VYa-23. Entró en servicio en 1945. La munición para el NS-23 se obtuvo a partir de la munición antitanque 14,5 x 114, cambiándole al cartucho la bala de 14,5 mm por una de 23 mm. El peso del proyectil era de 200 g (7,1 oz).

## Desarrollo
Una versión sincronizada, denominada NS-23S (S de sincronizada), se utilizó para disparar a través de las palas de las hélices.
Entre los aviones armados con el NS-23 se incluyen el Ilyushin Il-10, Ilyushin Il-22, Lavochkin La-7, Lavochkin La-15, MiG-9, Yakovlev Yak-7, Yak-9U, Yak-15, Yak-17, y el Yak-23. Algunos de los primeros MiG-15 también fueron equipados con el NS-23.
El NS-23 fue sustituido en el servicio por el Nudelman-Rikhter NR-23 alrededor de 1949.